# Les Jardins d'Étretat
 (février 2025).
Les Jardins d'Étretat sont un jardin topiaire de renom situé sur la falaise d'Amont d'Étretat, en Normandie. Inspiré par les paysages et le patrimoine culturel normand, ce jardin entoure la villa Belle Époque La Roxelane. Conçu par l’architecte paysagiste Alexander Grivko en collaboration avec son partenaire Mark Dumas, il a été réalisé en 2015 par l’entreprise de design et d’aménagement paysager IL Nature. 

## Histoire
Entre 1883 et 1885, Claude Monet y réalise une série de peintures.
En 1903, l'actrice parisienne Madame Thébault entreprend l’aménagement d'un jardin au sommet de la falaise d'Amont. Le jardin est réalisé par le jardinier Auguste Lecanu, tandis que sa villa, La Roxelane, est conçue par l'architecte Louis Valentin dans un style néo-normand. 
La restauration commence en 2015. Grivko et son équipe ont mis 24 mois pour acquérir le terrain, négocier avec la mairie pour acheter 3 000 m2 supplémentaires, construire des centaines de mètres de murs bas, importer près de 1 000 tonnes de terre, tracer deux kilomètres de chemins de gravier et planter plus de  30 000 mètres de conifères.
En 2017, les Jardins d'Étretat ainsi transformés rouvrent leurs portes au public. Un article du Parisien de 2020 indique que les jardins attirent plus de 100 000 visiteurs par an.

## Prix et distinctions
Les Jardins d'Étretat ont reçu en 2019/2020 le 1er prix dans la catégorie « Meilleur aménagement de parc et jardin historique » lors de l’European Garden Award, organisé par la Fondation Schloss Dyck et le European Garden Heritage Network. Ils bénéficient également du label « Jardin remarquable » attribué par le ministère de la Culture, de deux étoiles au Guide Michelin Voyages & Cultures, et font partie du réseau international Great Gardens of the World.